# Mistrzostwa Oceanii w Zapasach 2006
Mistrzostwa Oceanii w zapasach w 2006, odbywały się w dniach 28 kwietnia - 2 maja w Australii na terenie Sports Super Centre w Surfers Paradise w stanie Queensland. W tabeli medalowej tryumfowali zapaśnicy z Nowej Zelandii.

## Wyniki

### Styl klasyczny
| Konkurencja        | Złoto          | Srebro            | Brąz             |
| Kategoria do 60 kg | Elgin Elwais   | Nicholas Poriotis | Sean Lund        |
| Kategoria do 66 kg | Brett Cash     | James Lord        | ----             |
| Kategoria do 74 kg | Sayed Naeinian | Franson Gibbons   | ----             |
| Kategoria do 84 kg | Stephen Hill   | James Gurr        | Chris Shen       |
| Kategoria do 96 kg | Joe Moody      | Dave McIntyre     | Florian Temengil |

### Styl wolny
| Konkurencja        | Złoto           | Srebro            | Brąz             |
| Kategoria do 60 kg | Elgin Elwais    | Nicholas Poriotis | Sean Lund        |
| Kategoria do 66 kg | Scott MacGregor | Sam Boorer        | Brett Cash       |
| Kategoria do 74 kg | Sayed Naeinian  | Daniel Opdam      | Franson Gibbons  |
| Kategoria do 84 kg | Stephen Hill    | James Gurr        | Toby Fitzpatrick |
| Kategoria do 96 kg | Joe Moody       | Florian Temengil  | Matt Ball        |

### Styl wolny - kobiety
| Konkurencja        | Złoto    | Srebro         | Brąz         |
| Kategoria do 59 kg | Sian Law | Rosela Webster | Lin Donevska |

## Tabela medalowa
Gospodarz mistrzostw został zaznaczony kolorem.
| Poz. | Państwo            |    |    |   | Łącznie |
| ---- | ------------------ | -- | -- | - | ------- |
| 1    | Nowa Zelandia      | 6  | 1  | 2 | 9       |
| 2    | Australia          | 3  | 6  | 3 | 12      |
| 3    | Palau              | 2  | 2  | 4 | 8       |
| 4    | Samoa Amerykańskie | 0  | 2  | 0 | 2       |
|      | Łącznie            | 11 | 11 | 9 | 31      |